# Canzone per te/Che vale per me
Canzone per te/Che vale per me è l'86° singolo di Mina, pubblicato nel febbraio 1968 su vinile a 45 giri dall'etichetta privata dell'artista PDU e distribuito dalla Durium.

## Il disco
Per il quarto anno consecutivo, Mina ripesca dall'ultimo Festival di Sanremo due dei motivi in gara che ritiene a lei più adatti e, come al solito, li incide immediatamente su 45 giri.
L'impostazione grafica del disco è identica a quella dei due singoli precedenti, cambia solo la foto della copertina apribile.
I due brani sono subito incisi anche in spagnolo (testi di Julio Cèsar) e inseriti a marzo nel primo singolo PDU da esportazione Canción para ti/De qué servirá (Discophon S-5029). Fanno entrambi parte della raccolta Yo soy Mina del 2011.
Arrangiamenti, orchestra e direzione orchestrale: Augusto Martelli.

## Canzone per te
Brano vincitore del XVIII Festival di Sanremo, cantato dal suo autore Sergio Endrigo e da Roberto Carlos nella doppia versione. Dal canto suo, Mina ne ricava una delle sue migliori interpretazioni del periodo, che tuttavia non riesce a competere con il successo commerciale ottenuto separatamente da ciascuno dei due interpreti originali.
Poco tempo dopo il pezzo sarà inserito nel progetto Le più belle canzoni italiane interpretate da Mina, un LP, realizzato esclusivamente per gli abbonati ai periodici Rusconi, in cui la scelta dei brani sarà determinata dalle preferenze dei lettori per mezzo di votazioni. L'anno seguente verrà commercializzato l'album ufficiale I discorsi, che contiene quasi tutti gli stessi brani e ha una copertina differente.
Sempre nel 1969 la canzone troverà posto nella raccolta Incontro con Mina e sarà usata in uno dei tanti spot girati dalla cantante per la Barilla, nel 1998 compare sul CD Mina Sanremo.

## Che vale per me
Fu proposta ad Ornella Vanoni, che ne incise il provino, in previsione della successiva partecipazione al Festival di Sanremo 1968. Ma una volta ascoltata Casa bianca, la cantante milanese cambiò idea, optando per la canzone scritta da Don Backy, che avrebbe poi cantato con Marisa Sannia arrivando al secondo posto in quel Festival. A portare a Sanremo questo brano di Carlo Alberto Rossi e sua moglie Marisa Terzi, furono Peppino Gagliardi (in sostituzione della Vanoni) e Eartha Kitt, chiamata al posto di Sarah Vaughan, che aveva dato forfait all'ultimo momento a causa di un intervento chirurgico. L'interpretazione della Kitt però non piacque a Rossi, che preferendo quella già incisa da Sarah Vaughan tentò di far estromette la Kitt dal Festival (proposta bocciata poiché non prevista dal regolamento). Le polemiche che ne seguirono, non giovarono al morale della Kitt, che sembrava fino all'ultimo intenzionata a lasciare il Festival. Alla fine ci rimise il brano che non giunse in finale, soprattutto a causa di una Kitt un po' troppo sopra le righe.
Ancora una volta (era già accaduto con E se domani nel 1964 e con Se tu non fossi qui nel 1966) una canzone di Carlo Alberto Rossi presentata a Sanremo, re-interpretata da Mina e registrata pochi giorni dopo la fine della rassegna, avrà più successo di quella degli esecutori originali, tanto da essere in seguito ripresa da parecchi artisti di prestigio internazionale.
Questa versione di Mina non verrà inserita in nessun album, e bisognerà attendere trent'anni per una sua ripubblicazione (anche in digitale), all'interno della raccolta Mina Sanremo (1998).

## Tracce
Lato A
1. Canzone per te – 3:35 (testo: Sergio Bardotti, Sergio Endrigo – musica: Sergio Endrigo [4]; edizioni musicali Usignolo)

Lato B
1. Che vale per me – 2:21 (testo: Marisa Terzi [5] – musica: Carlo Alberto Rossi; edizioni musicali C.A. Rossi / Equipe)